# Rogatchevo (Macédoine)
Pour les articles homonymes, voir Rogatchevo.
Rogatchevo (en macédonien Рогачево) est un village du nord-ouest de la Macédoine du Nord, situé dans la municipalité de Yégounovtsé. Le village comptait 347 habitants en 2002.

## Démographie
Lors du recensement de 2002, le village comptait :
- Macédoniens : 338
- Serbes : 8
- Autres : 1